# Magnitni (Zheleznogorsk)
Magnitni (ruso: Магни́тный) es un asentamiento de tipo urbano de Rusia, perteneciente al raión de Zheleznogorsk de la óblast de Kursk.
En 2021, el asentamiento tenía una población de 1516 habitantes. Dentro del raión, es la única localidad urbana y la única localidad que forma por sí sola un ayuntamiento sin pedanías.
Se ubica unos 20 km al noreste de Zheleznogorsk, junto al límite con la óblast de Oriol, sobre la carretera A142 que lleva a Trosná.

## Historia
Se ubica sobre la línea de ferrocarril que une Oriol con Dmítriyev, en la ruta de Moscú a Lgov. En 1973 se abrió aquí la estación "Kurbákinskaya", cuyo objetivo era crear un gran depósito de locomotoras para gestionar la logística de mercancías de los Ferrocarriles de Moscú. El asentamiento fue fundado en 1978 como poblado ferroviario para dar servicio al centro logístico. Actualmente alberga la quinta parte del tráfico de mercancías de los Ferrocarriles de Moscú, con una carga media de casi seiscientos vagones diarios, principalmente procedente de las minas de hierro de los alrededores.